# Campionato mondiale maschile di hockey su pista Montreux 2007
Il Campionato del Mondo 2007 è stata la 38ª edizione del campionato del mondo di hockey su pista; la manifestazione è stata disputata in Svizzera a Montreux dal 16 al 23 giugno 2007.

La competizione fu organizzata dalla Fédération Internationale de Roller Sports.

Il torneo è stato vinto dalla nazionale spagnola per la 13ª volta nella sua storia.

## Città ospitanti e impianti sportivi
| CITTÀ    | IMPIANTO                   | CAPIENZA |
| Montreux | Salle Omnisport du Perrier | 4.500    |

## Prima fase

### Girone A

#### Risultati
| Montreux 16 giugno 2007 | Spagna | 7 – 1 referto | Brasile | Salle Omnisport du Perrier |

| Montreux 17 giugno 2007 | Germania | 6 – 1 referto | Colombia | Salle Omnisport du Perrier |

| Montreux 18 giugno 2007 | Brasile | 5 – 3 referto | Germania | Salle Omnisport du Perrier |

| Montreux 18 giugno 2007 | Spagna | 9 – 1 referto | Colombia | Salle Omnisport du Perrier |

| Montreux 19 giugno 2007 | Spagna | 4 – 0 referto | Germania | Salle Omnisport du Perrier |

| Montreux 19 giugno 2007 | Brasile | 6 – 2 referto | Colombia | Salle Omnisport du Perrier |

#### Classifica
|    | Squadra  | PT | G | V | N | P | GF | GS | Diff. | Note |
| -- | -------- | -- | - | - | - | - | -- | -- | ----- | ---- |
| 1. | Spagna   | 9  | 3 | 3 | 0 | 0 | 20 | 2  | +18   |      |
| 2. | Brasile  | 6  | 3 | 2 | 0 | 1 | 12 | 12 | 0     |      |
| 3. | Germania | 3  | 3 | 1 | 0 | 2 | 9  | 10 | -1    |      |
| 4. | Colombia | 0  | 3 | 0 | 0 | 3 | 4  | 21 | -17   |      |

### Girone B

#### Risultati
| Montreux 17 giugno 2007 | Cile | 4 – 1 referto | Paesi Bassi | Salle Omnisport du Perrier |

| Montreux 17 giugno 2007 | Argentina | 5 – 2 referto | Angola | Salle Omnisport du Perrier |

| Montreux 18 giugno 2007 | Angola | 2 – 0 referto | Cile | Salle Omnisport du Perrier |

| Montreux 18 giugno 2007 | Argentina | 9 – 0 referto | Paesi Bassi | Salle Omnisport du Perrier |

| Montreux 19 giugno 2007 | Argentina | 6 – 0 referto | Cile | Salle Omnisport du Perrier |

| Montreux 19 giugno 2007 | Angola | 7 – 0 referto | Paesi Bassi | Salle Omnisport du Perrier |

#### Classifica
|    | Squadra     | PT | G | V | N | P | GF | GS | Diff. | Note |
| -- | ----------- | -- | - | - | - | - | -- | -- | ----- | ---- |
| 1. | Argentina   | 9  | 3 | 3 | 0 | 0 | 20 | 2  | +18   |      |
| 2. | Angola      | 6  | 3 | 2 | 0 | 1 | 11 | 5  | +6    |      |
| 3. | Cile        | 3  | 3 | 1 | 0 | 2 | 4  | 9  | -5    |      |
| 4. | Paesi Bassi | 0  | 3 | 0 | 0 | 3 | 1  | 20 | -19   |      |

### Girone C

#### Risultati
| Montreux 17 giugno 2007 | Mozambico | 3 – 5 referto | Stati Uniti | Salle Omnisport du Perrier |

| Montreux 17 giugno 2007 | Portogallo | 4 – 1 referto | Francia | Salle Omnisport du Perrier |

| Montreux 18 giugno 2007 | Francia | 6 – 2 referto | Stati Uniti | Salle Omnisport du Perrier |

| Montreux 18 giugno 2007 | Portogallo | 7 – 4 referto | Mozambico | Salle Omnisport du Perrier |

| Montreux 19 giugno 2007 | Portogallo | 11 – 0 referto | Stati Uniti | Salle Omnisport du Perrier |

| Montreux 19 giugno 2007 | Francia | 4 – 2 referto | Mozambico | Salle Omnisport du Perrier |

#### Classifica
|    | Squadra     | PT | G | V | N | P | GF | GS | Diff. | Note |
| -- | ----------- | -- | - | - | - | - | -- | -- | ----- | ---- |
| 1. | Portogallo  | 9  | 3 | 3 | 0 | 0 | 22 | 5  | +17   |      |
| 2. | Francia     | 6  | 3 | 2 | 0 | 1 | 11 | 8  | +3    |      |
| 3. | Stati Uniti | 3  | 3 | 1 | 0 | 2 | 7  | 20 | -13   |      |
| 4. | Mozambico   | 0  | 3 | 0 | 0 | 3 | 9  | 16 | -7    |      |

### Girone D

#### Risultati
| Montreux 17 giugno 2007 | Andorra | 1 – 2 referto | Inghilterra | Salle Omnisport du Perrier |

| Montreux 17 giugno 2007 | Svizzera | 1 – 3 referto | Italia | Salle Omnisport du Perrier |

| Montreux 18 giugno 2007 | Italia | 6 – 4 referto | Inghilterra | Salle Omnisport du Perrier |

| Montreux 18 giugno 2007 | Svizzera | 1 – 0 referto | Andorra | Salle Omnisport du Perrier |

| Montreux 19 giugno 2007 | Italia | 3 – 1 referto | Andorra | Salle Omnisport du Perrier |

| Montreux 19 giugno 2007 | Svizzera | 5 – 2 referto | Inghilterra | Salle Omnisport du Perrier |

#### Classifica
|    | Squadra     | PT | G | V | N | P | GF | GS | Diff. | Note |
| -- | ----------- | -- | - | - | - | - | -- | -- | ----- | ---- |
| 1. | Italia      | 9  | 3 | 3 | 0 | 0 | 12 | 6  | +6    |      |
| 2. | Svizzera    | 6  | 3 | 2 | 0 | 1 | 7  | 5  | +2    |      |
| 3. | Inghilterra | 3  | 3 | 1 | 0 | 2 | 8  | 12 | -4    |      |
| 4. | Andorra     | 0  | 3 | 0 | 0 | 3 | 2  | 6  | -4    |      |

## Fase finale

### Fase 1º - 8º posto

#### Tabellone principale
|  | Quarti di finale | Quarti di finale |           |           | Semifinali      | Semifinali      |  |  | Finale    | Finale |
|  |                  |                  |           |           |                 |                 |  |  |           |        |
|  | 21 giugno        |                  |           |           |                 |                 |  |  |           |        |
|  |                  |                  |           |           |                 |                 |  |  |           |        |
|  | Spagna           | 8                |           |           |                 |                 |  |  |           |        |
|  | Spagna           | 8                | 22 giugno |           |                 |                 |  |  |           |        |
|  | Angola           | 0                |           |           |                 |                 |  |  |           |        |
|  | Angola           | 0                | Spagna    | 6         |                 |                 |  |  |           |        |
|  | 21 giugno        |                  | Spagna    | 6         |                 |                 |  |  |           |        |
|  |                  | Italia           | 0         |           |                 |                 |  |  |           |        |
|  | Italia           | Italia           | 0         | 3         |                 |                 |  |  |           |        |
|  | Italia           |                  | 23 giugno | 3         |                 |                 |  |  |           |        |
|  | Francia          | 1                |           |           |                 |                 |  |  |           |        |
|  | Francia          | 1                | Spagna    | 8         |                 |                 |  |  |           |        |
|  | 21 giugno        |                  | Spagna    | 8         |                 |                 |  |  |           |        |
|  |                  | Svizzera         | 1         |           |                 |                 |  |  |           |        |
|  | Argentina        | Svizzera         | 1         | 2         |                 |                 |  |  |           |        |
|  | Argentina        | 22 giugno        |           | 2         |                 |                 |  |  |           |        |
|  | Brasile          | 1                |           |           |                 |                 |  |  |           |        |
|  | Brasile          | 1                | Argentina | 3         | Finale 3º posto | Finale 3º posto |  |  |           |        |
|  | 21 giugno        |                  | Argentina | 3         | Finale 3º posto | Finale 3º posto |  |  |           |        |
|  |                  | Svizzera         | 4         |           |                 |                 |  |  |           |        |
|  | Portogallo       | Svizzera         | 4         | 2         | Italia          | 2 (2)           |  |  |           |        |
|  | Portogallo       |                  |           | 2         | Italia          | 2 (2)           |  |  |           |        |
|  | Svizzera         | 3                |           | Argentina | 2 (3)           |                 |  |  |           |        |
|  | Svizzera         | 3                |           |           | 2 (3)           |                 |  |  |           |        |
|  |                  |                  |           |           |                 |                 |  |  | 23 giugno |        |
|  |                  |                  |           |           |                 |                 |  |  |           |        |

#### Quarti di finale
| Montreux 21 giugno 2007 | Spagna | 8 – 0 referto | Angola | Salle Omnisport du Perrier |

| Montreux 21 giugno 2007 | Italia | 3 – 1 referto | Francia | Salle Omnisport du Perrier |

| Montreux 21 giugno 2007 | Argentina | 2 – 1 referto | Brasile | Salle Omnisport du Perrier |

| Montreux 21 giugno 2007 | Portogallo | 2 – 3 (d.t.s.) referto | Svizzera | Salle Omnisport du Perrier |

#### Semifinali 5º - 8º posto
| Montreux 22 giugno 2007 | Angola | 3 – 4 referto | Francia | Salle Omnisport du Perrier |

| Montreux 22 giugno 2007 | Brasile | 3 – 5 referto | Portogallo | Salle Omnisport du Perrier |

#### Semifinali 1º - 4º posto
| Montreux 22 giugno 2007 | Spagna | 6 – 0 referto | Italia | Salle Omnisport du Perrier |

| Montreux 22 giugno 2007 | Argentina | 3 – 4 (d.t.s.) referto | Svizzera | Salle Omnisport du Perrier |

#### Finali 7º - 8º posto
| Montreux 23 giugno 2007 | Angola | 1 – 7 referto | Brasile | Salle Omnisport du Perrier |

#### Finali 5º - 6º posto
| Montreux 23 giugno 2007 | Francia | 4 – 3 referto | Portogallo | Salle Omnisport du Perrier |

#### Finali 3º - 4º posto
| Montreux 23 giugno 2007 | Italia | 2 – 3 (d.c.r.) referto | Argentina | Salle Omnisport du Perrier |

#### Finali 1º - 2º posto
| Montreux 23 giugno 2007 | Spagna | 8 – 1 referto | Svizzera | Salle Omnisport du Perrier |

### Fase 9º - 16º posto

#### Tabellone principale
|  | Quarti di finale | Quarti di finale |           |      | Semifinali       | Semifinali       |  |  | Finale 9º posto | Finale 9º posto |
|  |                  |                  |           |      |                  |                  |  |  |                 |                 |
|  | 21 giugno        |                  |           |      |                  |                  |  |  |                 |                 |
|  |                  |                  |           |      |                  |                  |  |  |                 |                 |
|  | Germania         | 6                |           |      |                  |                  |  |  |                 |                 |
|  | Germania         | 6                | 22 giugno |      |                  |                  |  |  |                 |                 |
|  | Paesi Bassi      | 4                |           |      |                  |                  |  |  |                 |                 |
|  | Paesi Bassi      | 4                | Germania  | 2    |                  |                  |  |  |                 |                 |
|  | 21 giugno        |                  | Germania  | 2    |                  |                  |  |  |                 |                 |
|  |                  | Mozambico        | 3         |      |                  |                  |  |  |                 |                 |
|  | Inghilterra      | Mozambico        | 3         | 1    |                  |                  |  |  |                 |                 |
|  | Inghilterra      |                  | 23 giugno | 1    |                  |                  |  |  |                 |                 |
|  | Mozambico        | 2                |           |      |                  |                  |  |  |                 |                 |
|  | Mozambico        | 2                | Mozambico | 3    |                  |                  |  |  |                 |                 |
|  | 21 giugno        |                  | Mozambico | 3    |                  |                  |  |  |                 |                 |
|  |                  | Andorra          | 1         |      |                  |                  |  |  |                 |                 |
|  | Cile             | Andorra          | 1         | 3    |                  |                  |  |  |                 |                 |
|  | Cile             | 22 giugno        |           | 3    |                  |                  |  |  |                 |                 |
|  | Colombia         | 2                |           |      |                  |                  |  |  |                 |                 |
|  | Colombia         | 2                | Cile      | 1    | Finale 11º posto | Finale 11º posto |  |  |                 |                 |
|  | 21 giugno        |                  | Cile      | 1    | Finale 11º posto | Finale 11º posto |  |  |                 |                 |
|  |                  | Andorra          | 2         |      |                  |                  |  |  |                 |                 |
|  | Stati Uniti      | Andorra          | 2         | 1    | Germania         | 5                |  |  |                 |                 |
|  | Stati Uniti      |                  |           | 1    | Germania         | 5                |  |  |                 |                 |
|  | Andorra          | 4                |           | Cile | 6                |                  |  |  |                 |                 |
|  | Andorra          | 4                |           |      | 6                |                  |  |  |                 |                 |
|  |                  |                  |           |      |                  |                  |  |  | 23 giugno       |                 |
|  |                  |                  |           |      |                  |                  |  |  |                 |                 |

#### Quarti di finale
| Montreux 21 giugno 2007 | Germania | 6 – 4 referto | Paesi Bassi | Salle Omnisport du Perrier |

| Montreux 21 giugno 2007 | Inghilterra | 1 – 2 referto | Mozambico | Salle Omnisport du Perrier |

| Montreux 21 giugno 2007 | Cile | 3 – 2 referto | Colombia | Salle Omnisport du Perrier |

| Montreux 21 giugno 2007 | Stati Uniti | 1 – 4 referto | Andorra | Salle Omnisport du Perrier |

#### Semifinali 13º - 16º posto
| Montreux 22 giugno 2007 | Paesi Bassi | 3 – 4 referto | Inghilterra | Salle Omnisport du Perrier |

| Montreux 22 giugno 2007 | Colombia | 4 – 3 referto | Stati Uniti | Salle Omnisport du Perrier |

#### Semifinali 9º - 12º posto
| Montreux 22 giugno 2007 | Germania | 2 – 3 referto | Mozambico | Salle Omnisport du Perrier |

| Montreux 22 giugno 2007 | Cile | 1 – 2 referto | Andorra | Salle Omnisport du Perrier |

#### Finale 15º - 16º posto
| Montreux 23 giugno 2007 | Paesi Bassi | 5 – 3 referto | Stati Uniti | Salle Omnisport du Perrier |

#### Finale 13º - 14º posto
| Montreux 23 giugno 2007 | Inghilterra | 4 – 2 referto | Colombia | Salle Omnisport du Perrier |

#### Finale 11º - 12º posto
| Montreux 23 giugno 2007 | Germania | 5 – 6 referto | Cile | Salle Omnisport du Perrier |

#### Finale 9º - 10º posto
| Montreux 23 giugno 2007 | Mozambico | 3 – 1 referto | Andorra | Salle Omnisport du Perrier |

## Classifica finale
| Posizione       |
| --------------- |
| 1. Spagna       |
| 2. Svizzera     |
| 3. Argentina    |
| 4. Italia       |
| 5. Francia      |
| 6. Portogallo   |
| 7. Brasile      |
| 8. Angola       |
| 9. Mozambico    |
| 10. Andorra     |
| 11. Cile        |
| 12. Germania    |
| 13. Inghilterra |
| 14. Colombia    |
| 15. Paesi Bassi |
| 16. Stati Uniti |

## Campioni
| Campione del Mondo 2007 |
| ----------------------- |
| Spagna 13º titolo       |